# Girolamo Calà Ulloa
Girolamo Calà Ulloa (1810, Naples - 1891, Florence) est un général, patriote et essayiste italien.

## Biographie
Girolamo Calà Ulloa est le second enfant de Francesco Calà Ulloa, duc de Lauria, et d'Elena O'Raredon. Il commence une carrière militaire en tant qu'officier d'artillerie dans l'armée du royaume des Deux-Siciles après avoir fréquenté l'École militaire Nunziatella de Naples. En 1833, il participe avec son frère Antonio à un attentat mené par Cesare Rosaroll (it) contre le roi Ferdinand II, qui échoue. Il est donc arrêté et les deux frères Ulloa sont libérés en 1834.
Il étudie des questions militaires et stratégiques et ainsi, en 1835, il crée avec son frère Antonio une revue, Antologia militare, qui est publiée pendant onze ans jusqu'en 1846. Girolamo publie plusieurs essais sur des sujets militaires parmi lesquels : La Guerre pour l'indépendance italienne de 1848-1849, publié en français en 1859.
En 1848, il fait partie de l'expédition commandée par Guglielmo Pepe, composée de 15 000 hommes, que le gouvernement constitutionnel napolitain de Carlo Troja envoie en Lombardie en soutien au royaume de Sardaigne dans la guerre contre l'empire d'Autriche. À la suite du rappel de l'expédition dans le royaume des Deux-Siciles par le roi  Ferdinand II, le général et patriote Carlo Mezzacapo (it) accompagné par de nombreux autres militaires (dont Guglielmo Pepe, Luigi Mezzacapo, Enrico Cosenz, Cesare Rosaroll (it) et Alessandro Poerio) se rendent à Venise, dans la république de Saint-Marc, pour protéger et défendre la ville. Dans la défense de la ville, Girolamo Calà Ulloa obtient le grade de colonel et ensuite de général de brigade dans l'armée vénitienne.
Après l'échec et la prise de Venise le 18 août 1849, Girolamo s'exile à Paris avec le politique Daniele Manin. En 1857, il adhère à la Società nazionale italiana, une association qui promeut l'unité italienne sous l'égide de la maison de Savoie, et, à la veille de la campagne d'Italie de 1859, il est envoyé par Camillo Cavour dans le Piémont.
Pendant la Seconde Guerre d'indépendance italienne, Girolamo est envoyé en Toscane où il organise le corps militaire des Chasseurs des Apennins. Il prend ensuite les commandes d'une division de volontaires de Toscane dans le 5e corps d'armée français et il débarque à Livourne sous les commandes du prince Jérôme-Napoléon Bonaparte. De là, il prend la direction de toutes les troupes qui se dirigent vers la Lombardie. Suspecté d'être favorable aux ambitions de Jérôme-Napoléon Bonaparte qui désirait s'emparer du trône de l'Italie centrale, Girolamo Calà Ulloa doit se démettre de ses fonctions dans l'armée de Toscane.
Ulloa rentre donc à Naples et il se rapproche du roi François II des Deux-Siciles ce qui ne l'aide pas dans son rapprochement avec le gouvernement piémontais et lui attire le mécontentement de l'opinion publique.
Après l'annexion du royaume des Deux-Siciles en 1860, le gouvernement du tout nouveau royaume d'Italie refuse de reconnaitre les opérations qu'il a effectué dans les deux guerres pour l'indépendance du pays. Girolamo suit alors la cour du roi François II des Deux-Siciles qui part en exil à Rome où son frère, Pietro Calà Ulloa (it), est, entre autres, déjà Premier ministre du gouvernement en exil du roi François II. C'est seulement en 1866 que Girolamo obtient la permission de rentrer dans le royaume d'Italie et il s'établit alors à Florence. Il meurt en 1891 dans cette même ville.

## Récompenses militaires
Commandeur de l'ordre royal de François Ier.

## Ouvrages
- 1: Événements antérieurs à la guerre, campagne du Piémont et la guerre dans la Vénétie. Paris : L. Hachette et C., 1859 (1: Avvenimenti anteriori alla guerra. Campagna del Piemonte e guerra nella Venezia. Milan: presso Legros e Marazzani, 1859)
- 2: Affaires de Toscane et de Sicile ; Guerre de Rome ; Blocus et siège de Venise. Paris : L. Hachette et C., 1859 (2: Avvenimenti della Toscana e della Sicilia. Guerra di Roma. Blocco ed assedio di Venezia. Milan: presso Legros e Marazzani, 1860)
- Brevi cenni sulla spedizione del corpo di esercito napolitano nell'ultima guerra d'Italia, per Girolamo Ulloa in risposta alle narrazioni storiche pubblicate da Pier Silvestro Leopardi. Turin: G. Bianciardi, 1856
- Cenno delle artiglierie napoletane, de loro tiri e del modo di appuntarle ad uso spezialmente de sotto uffiziali dell'arma. Napoli: Reale tip. della guerra, 1845
- Dell'arte della guerra. Turin: Tip. Savoiardo e Bocco
- Dell'esercito napolitano: considerazioni politico-militari, di Girolamo Ulloa capitano di artiglieria. Naples: ?s.n.?, 1848 (Tipografia di Federico Vitale)
- Dell'indole bellicosa dei Francesi e delle cause dei loro ultimi disastri / per il generale Girolamo Ulloa. Florence: Tip. Pier Capponi, 1871 (Du caractère belliqueux des Français et des causes de leurs dernieres desastres, par le general Jerome Ulloa; traduit de l'italien avec l'autorisation expresse de l'auteur par J. Ernest Mouille avec des notes et une introduction du traducteur. Paris: Sandoz et Fischbacher, 1872)
- Guerre de l'indépendance italienne en 1848 et en 1849. Paris: Librairie de La Hachette, 1859 (Guerra dell'indipendenza italiana negli anni 1848 e 1849; prima versione italiana sull'originale francese, con note aggiuntavi per cura di Cesare Tanzi; illustrata da Giovanni Battista Zambelli. Milan: presso Legros e Marazzani, 1859-1860)
- Guerra fra Prussia e Francia: considerazioni politico-strategiche. Florence: Stabilimento Civelli, 1870
- I due sistemi di difesa d'Italia presentati alla camera per il generale Girolamo Ulloa. Florence: Tip. P. Capponi, 1872
- L'esercito italiano e la battaglia di Custoza: studi politico-militari. Florence: Tip. G. Gaston, 1866
- La quistione militare : Napoli e il suo porto militare. Florence : Stabilimento Civelli, 1870
- Napoli e il suo porto militare . Florence : Stabilimento Civelli, 1870
- Observations sur l'ouvrage : Campagne de l'empereur Napoléon III en Italie. Paris : P. Brunet, 1865
- Risposta al giornale militare l'Esercito, per il generale Girolamo Ulloa. Florence : Tip. Gaston, 1867

## Sources
- (it) Cet article est partiellement ou en totalité issu de l’article de Wikipédia en italien intitulé « Girolamo Calà Ulloa » (voir la liste des auteurs).
- Ruggero Moscati, ULLOA CALÀ, Girolamo, Enciclopedia Italiana, 1937 (lire en ligne).
- Gino Doria, La vita e il carteggio di Girolamo Ulloa, Naples, R. Ricciardi, 1930.